# Haflinger (paard)
De haflinger is een paardenras dat van oorsprong uit het dorpje Hafling in Zuid-Tirol komt. Dit ras staat bekend om zijn soberheid. Dit betekent dat het geen hoge eisen stelt aan zijn voeding om op gewicht te blijven. Haflingers werden vaak gebruikt als trek- en lastpaarden in de bergen. Ze worden in Tirol ook vaak ingezet voor de arrenslee.

## Geschiedenis
De stamvader van alle haflingerpaarden werd geboren in Zuid-Tirol in Oostenrijk. Zijn latere naam dankt het ras aan het dorpje Hafling.
In 1874 werd in de landstreek Vinschgau uit een inheemse merrie en de Arabische volbloed El Bedavi XXII de hengst 'Folie 249' geboren. Sinds 1899 werd het ras met subsidies en strenge fokselecties raszuiver gehouden. Er ontstonden bij de haflingerhengsten zeven bloedlijnen: A met als stamvader Anselmo, B met Bolzano, M met Massimo, N met Nibbio, S met Stelvio , ST met Student, W met Willy.
Door het inkruisen van Arabisch bloed heeft de haflinger zijn edele kenmerken verkregen, zoals een sprekend hoofd en harde benen. In 1961 werden de eerste haflingerpaarden naar Nederland gebracht waarna het ras snel aan bekendheid en populariteit won en zich kon bewijzen als een zeer veelzijdig ras.
De haflinger is een paardenras dat op veel onderdelen binnen de paardensport ingezet kan worden. Het paard wordt gebruikt onder het zadel, zowel voor dressuur als westernrijden, aangespannen en als showpaard voor demonstraties van vrijheidsdressuur.

## Kenmerken
Het is een werklustig paard met veel kracht, uithoudingsvermogen, intelligentie en vaak 'koel in het hoofd'. Een haflinger is sober in onderhoud, dat wil zeggen, ze kunnen nagenoeg de hele winter en zomer buiten blijven en hebben minder voer nodig dan paarden die 'hoog in het bloed' staan.
Het middelgrote paard heeft een stokmaat die varieert van 1,35 tot 1,55 m. De kleur is altijd vos, alle tinten zijn toegelaten: van melkvos tot koolvos, maar met weinig wit aan de benen. Manen en staart moeten blond of grijs zijn. De bij voorkeur dubbele manen van haflingers worden niet geknipt of geschoren. Ondanks zijn kleine stokmaat wordt het ras op grond van zijn lichaamsbouw tot de paardenrassen gerekend en niet tot de ponyrassen.

## Karakter
Haflingerpaarden hebben een betrouwbaar karakter, met een sterke eigen wil, waardoor ze ook een tikkeltje eigenwijs kunnen zijn. Een consequente duidelijke ruiter kan hun inzet en kracht goed aanwenden want het ras heeft een grote bereidheid tot werken en een positieve instelling.

## Stamboek
Veulens van haflingermerries worden ingeschreven in het veulenstamboek. Wanneer zij 3 jaar oud zijn worden ze op tweejaarlijkse premiekeuringen gekeurd voor opname in het fokregister. Het stamboek is onderdeel van de Koninklijke Vereniging Het Nederlandse Trekpaard en De Haflinger.

## Wetenswaardigheden
- De Haflinger, een terreinwagen ontworpen door Erich Ledwinka en geproduceerd tussen  1958 en 1974, is vernoemd naar dit paardenras.
- De Italiaanse variëteit van de haflinger heet avelignese.

## Afbeeldingen

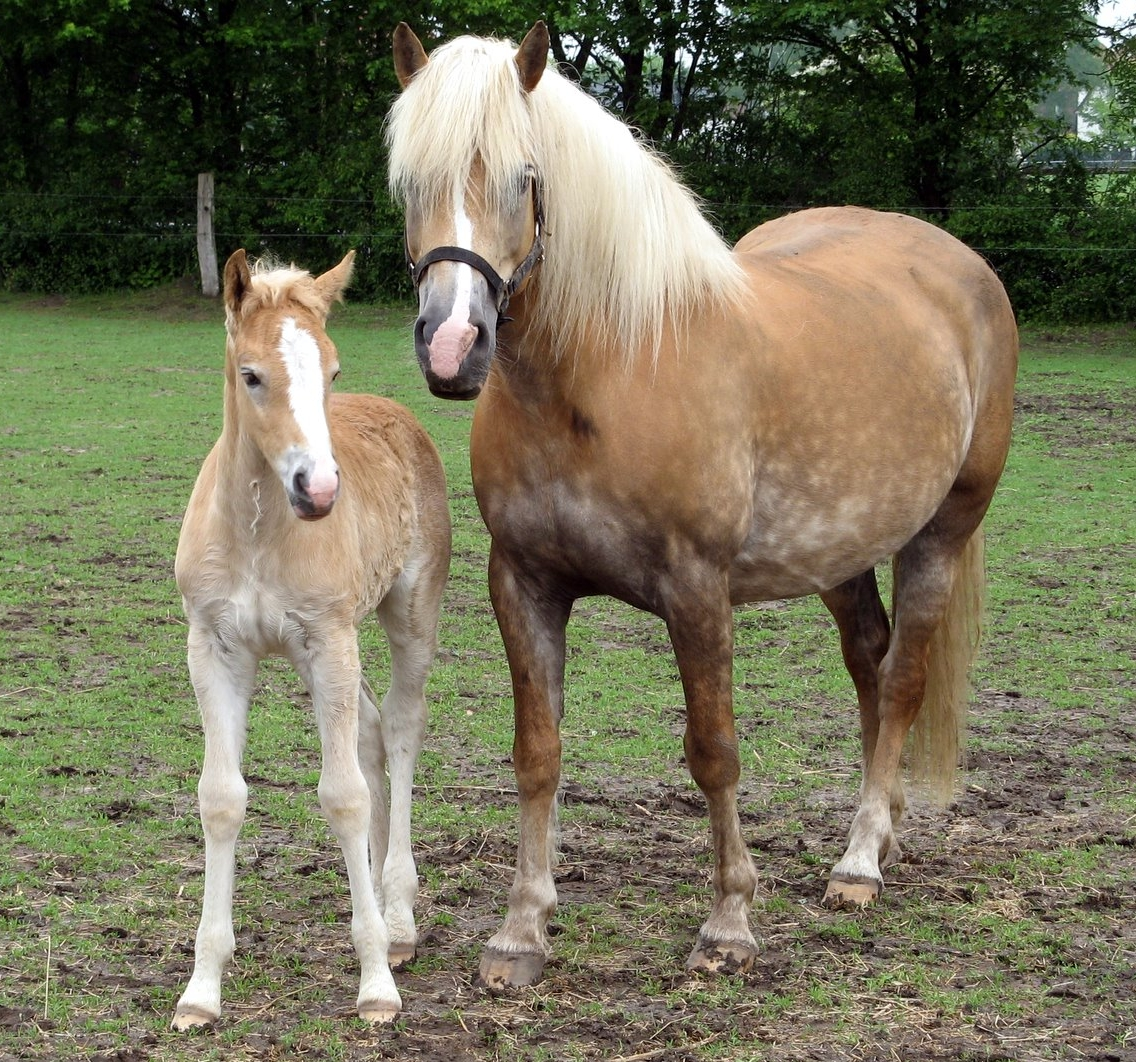
Merrie met veulen
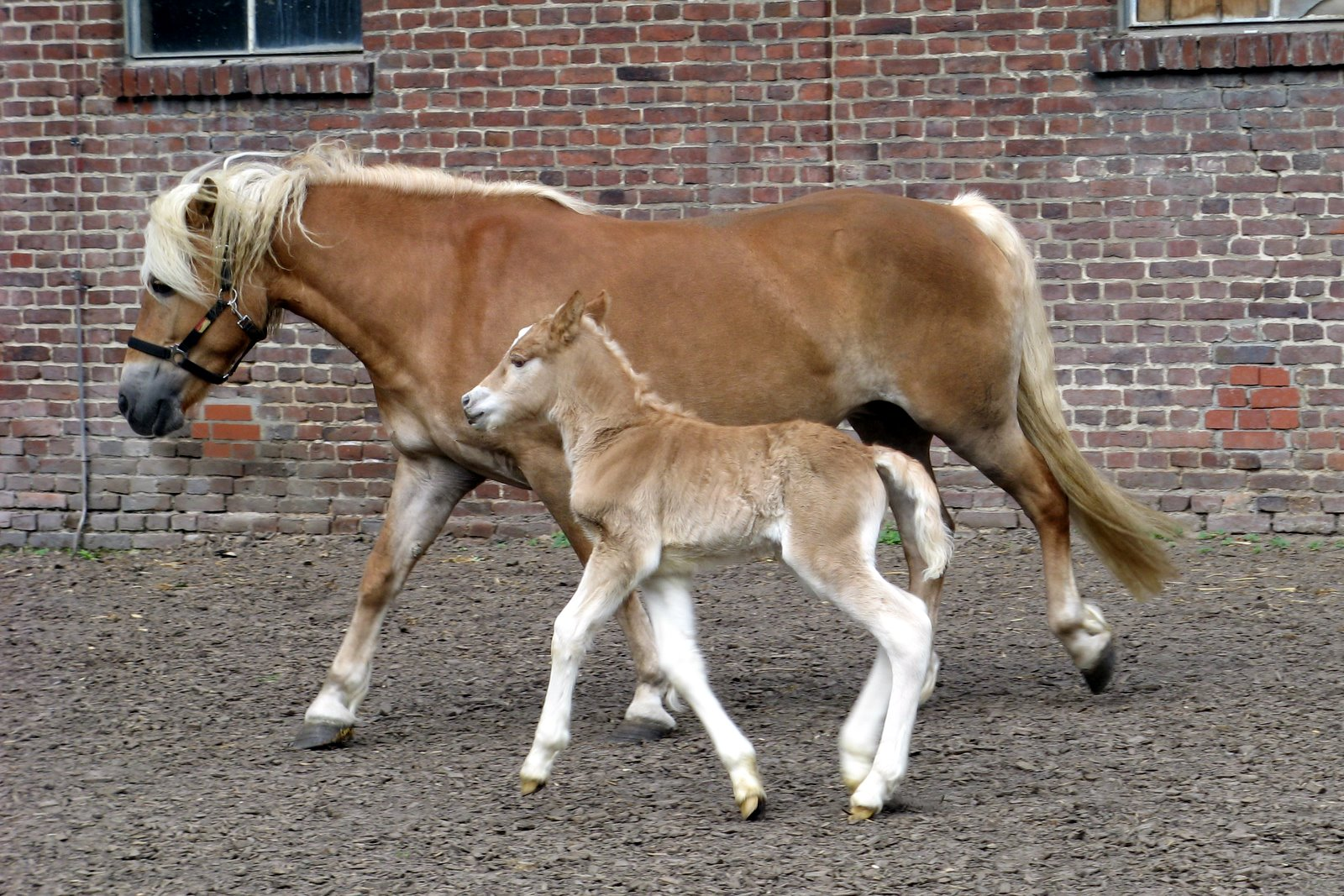
Moeder en dochter
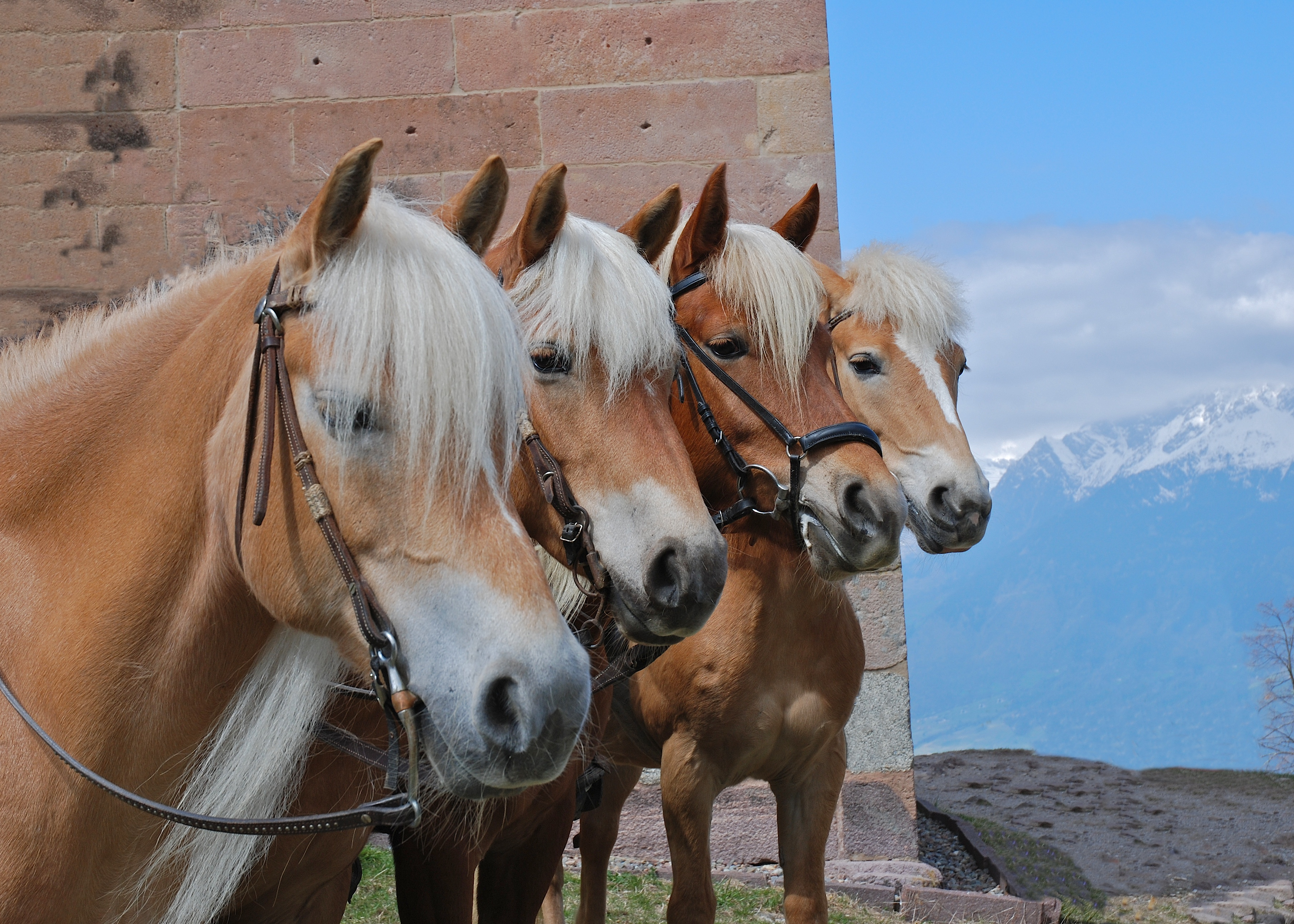
Oplettende paarden
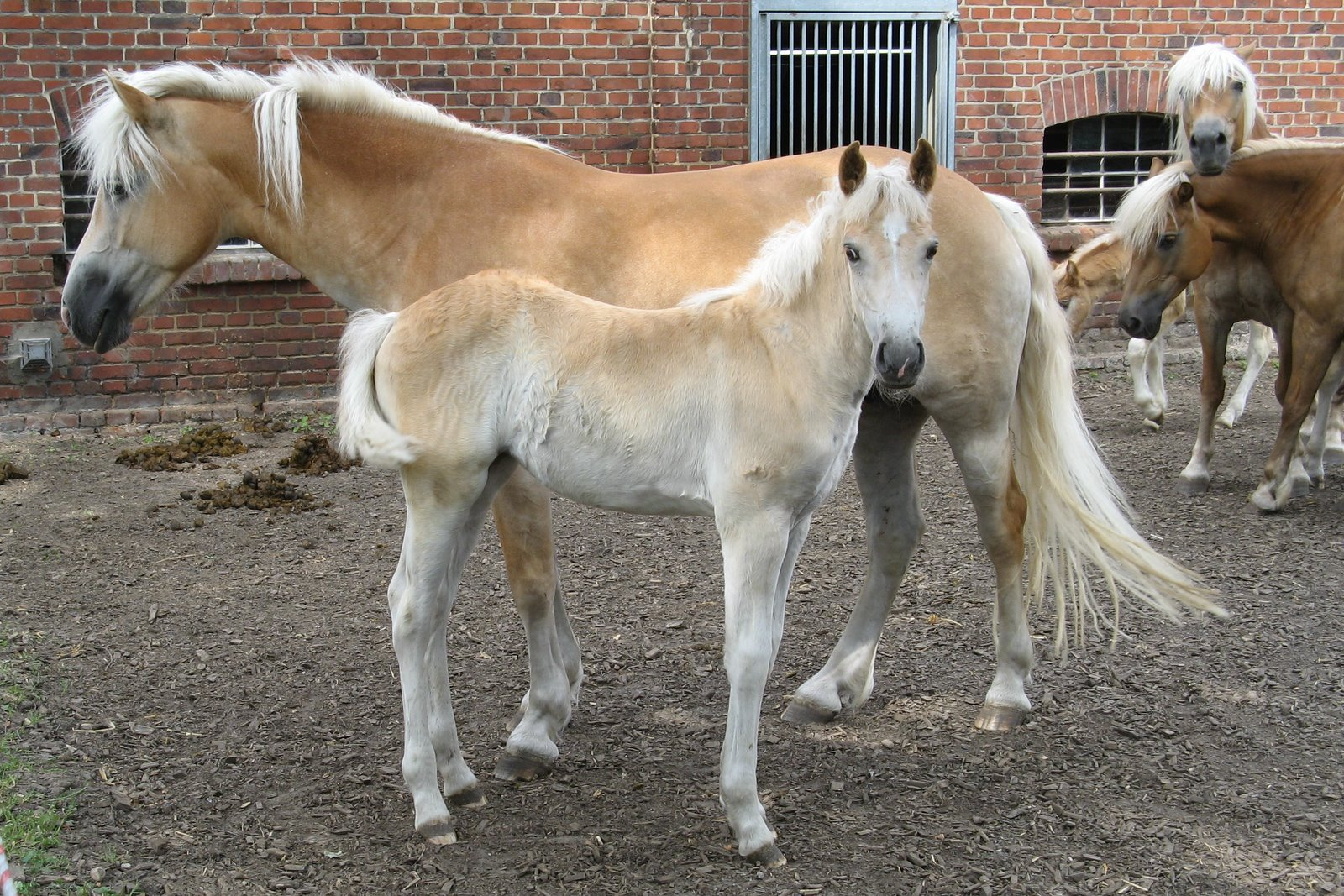
Haflingers met veulens
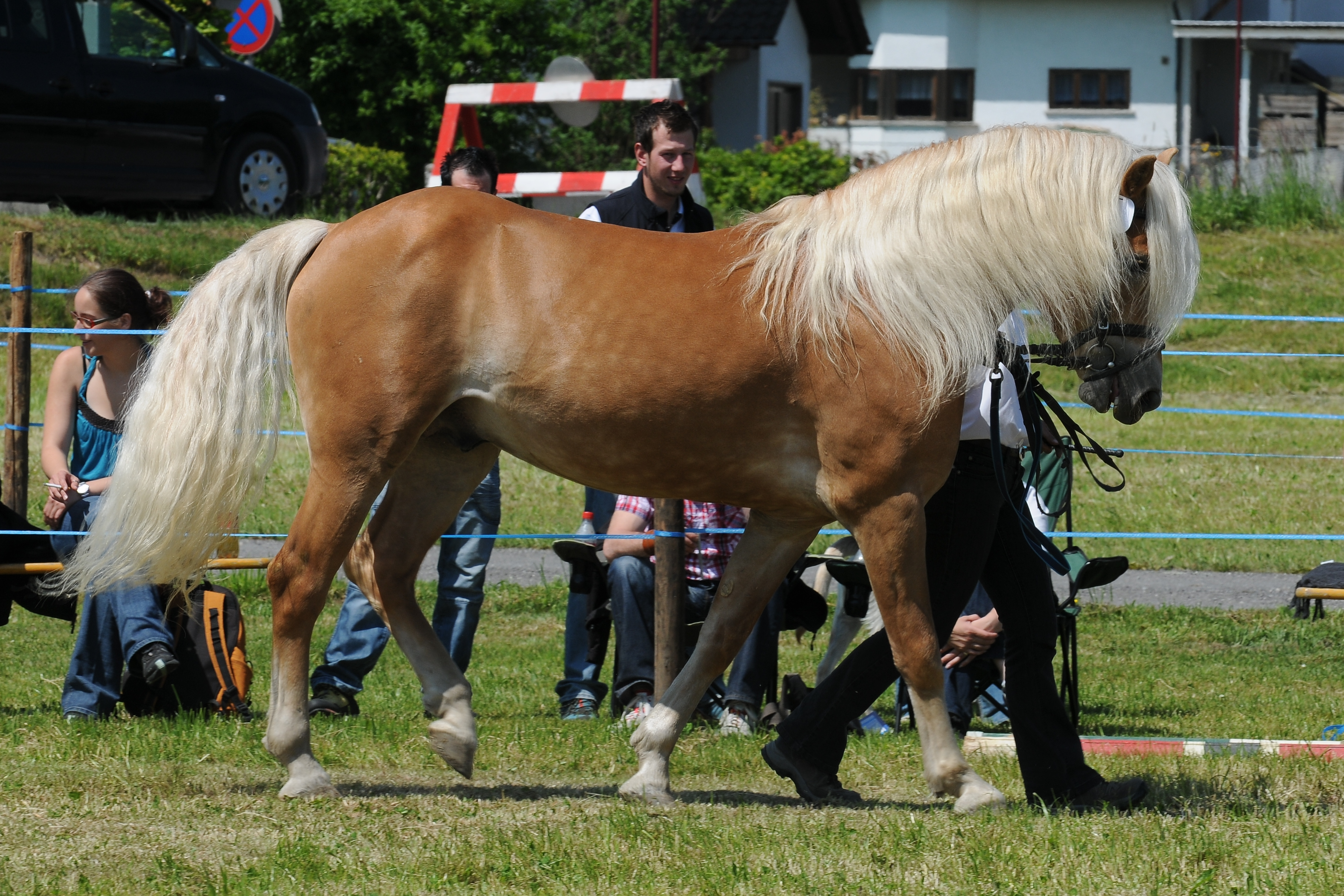
Haflingerhengst
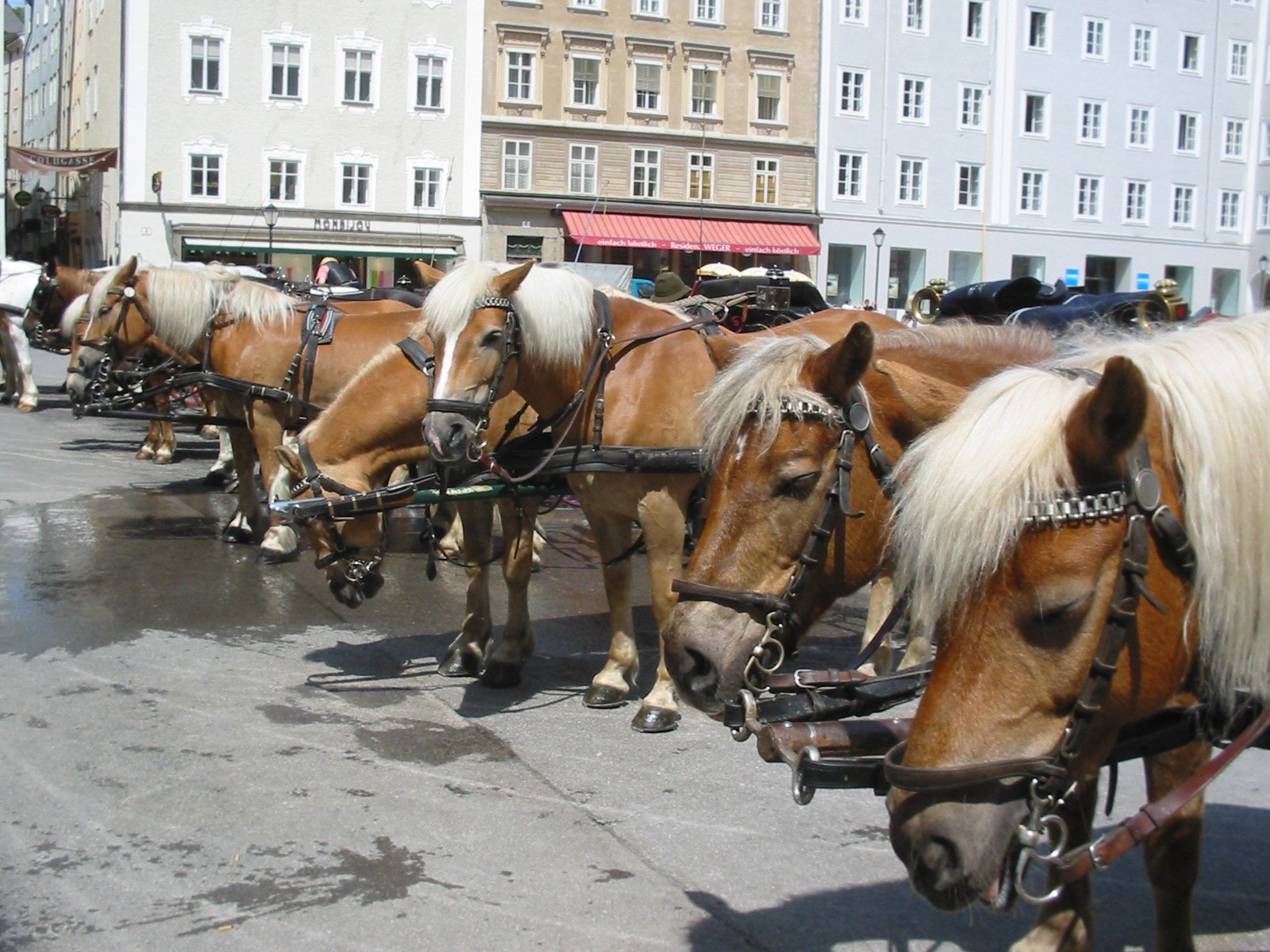
Koetspaarden